# Uncle Buck
Uncle Buck, titulada Solos con nuestro tío en España y Tío Buck al rescate en Hispanoamérica, es una película estadounidense de 1989 dirigida por John Hughes. Es protagonizada por John Candy.

## Sinopsis
El matrimonio Russell y sus tres hijos han dejado su pequeño pueblo para vivir en las afueras de una gran ciudad. Cuando el abuelo sufre un infarto, los Russell tienen que volver al pueblo a toda velocidad, pero se les plantea un problema: ¿Con quién dejan a los chicos? Para su desgracia, sólo hay una solución... la oveja negra de la familia, el tío Buck. Soltero irresponsable, incapaz de mantener un trabajo y de llevar una vida convencional, está decidido a que la visita a sus sobrinos resulte inolvidable.

## Reparto
- John Candy - Tío Buck
- Jean Louisa Kelly - Tía Russell
- Gaby Hoffmann - Maizy Russell
- Macaulay Culkin - Miles Russell
- Amy Madigan - Chanice Kobolowski
- Elaine Bromka - Cindy Russell
- Garret M. Brown - Bob Russell
- Laurie Metcalf  - Marcie Dahlgren-Frost
- Jay Underwood  - Bug (Chinche)